# La fata delle marionette
La fata delle marionette (Die Puppenfee) è una pantomima divertissement (balletto) in un atto. Il Libretto è stato scritto da Joseph Haßreiter e Franz Xaver Gaul. La coreografia proviene da Joseph Haßreiter e la musica è stata composta da Josef Bayer nel 1888. La fata delle marionette è una delle opere di balletto più popolari nei paesi di lingua tedesca. La prima mondiale ebbe luogo il 4 ottobre 1888 al Teatro dell'Opera di Corte di Vienna. In occasione di un evento di beneficenza sotto il protettorato della principessa Pauline Metternich, l'opera fu eseguita per la prima volta con il titolo Im Puppenladen nel Palazzo del Principe Johannes Liechtenstein all'inizio di aprile 1888, e venne interpretata interamente da aristocratici.

## Genesi
All'inizio del 1888, il maestro di danza viennese Joseph Haßreiter e il pittore Franz Gaul, suo amico, iniziarono a progettare un balletto divertente che sarebbe stato eseguito in un negozio di bambole e in cui i burattini avrebbero stregato il pubblico come esseri umanizzati. L'idea non era nuova, poiché Léo Delibes e il coreografo Arthur Saint-Léon avevano già portato con successo la storia di E. T. A. Hoffmann L'uomo della sabbia (Der Sandmann), in cui una bambola è la protagonista, sul palcoscenico del balletto come Coppélia nel 1870. Haßreiter e Gaul scrissero il libretto insieme e chiamarono il loro balletto Im Puppenladen. La ricerca di un compositore li portò dal direttore di ballo al Teatro dell'Opera di Corte Josef Bayer, che qualche anno prima aveva già fatto scalpore con la sua composizione per il balletto Viennese Waltz. Bayer fu in grado di accogliere subito l'idea. La prima rappresentazione del balletto fu il 4 ottobre 1888 e si rivelò un clamoroso successo per tutti i soggetti coinvolti. Soprattutto, la musica efficace di Bayer assicurò che l'opera avesse un gran numero di repliche nei paesi di lingua tedesca per lungo tempo. Successivamente il titolo Im Puppenladen fu sostituito da Die Puppenfee. Il successo si ripeté in Russia, grazie al lavoro svolto nella coreografia da parte di Sergej e Nikolai Legat.
Il libretto di Haßreiter e Gaul servì più tardi a André Derain e a Leonide Massine come modello per il loro balletto La Boutique Fantasque.

## Ruoli
- Un commerciante di giocattoli
- Il suo assistente

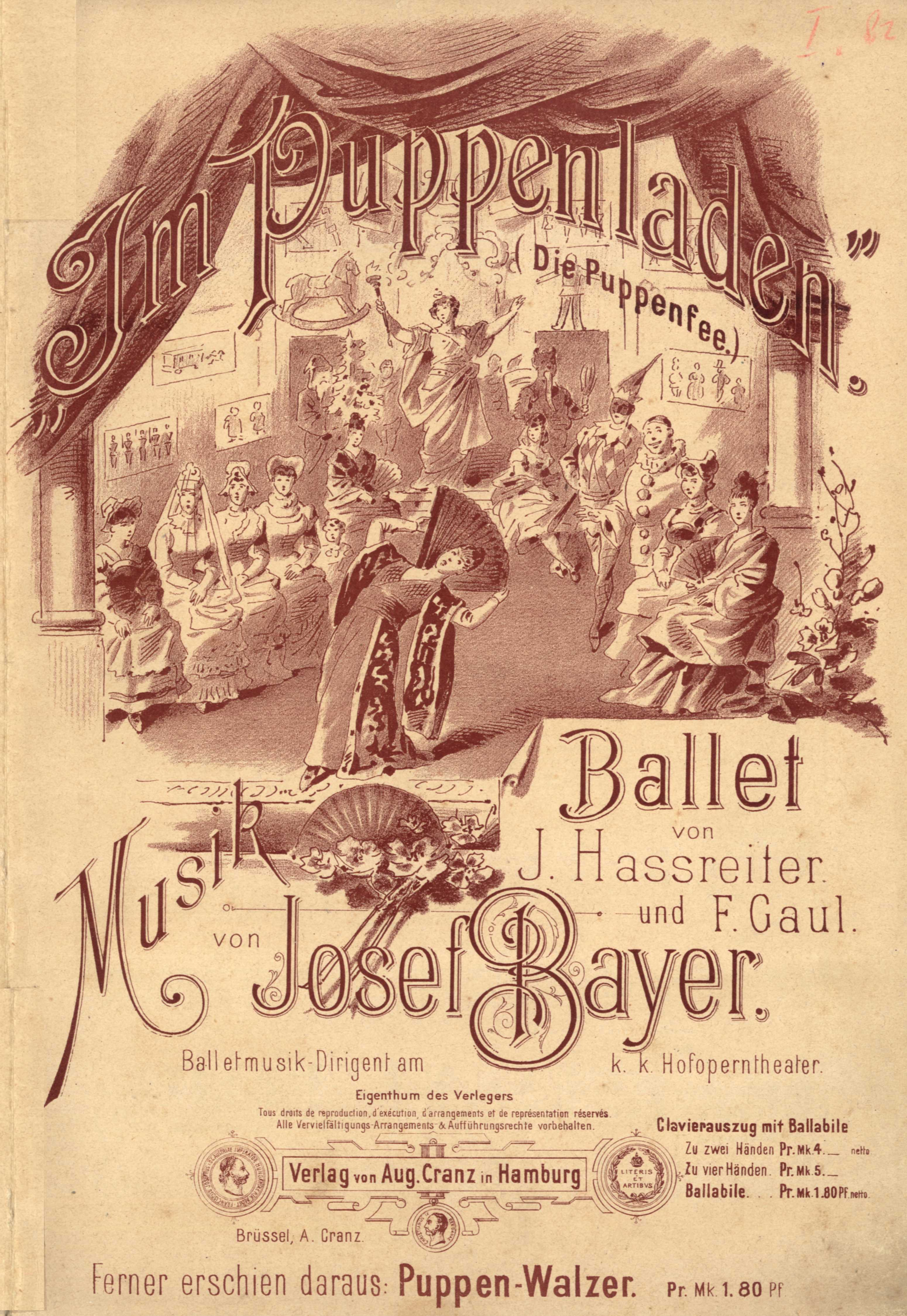
Frontespizio della riduzione per pianoforte

- Sir James Plumpstershire, un ricco inglese
- Lady Plumpstershire, sua moglie
- I tre figli della coppia Plumpstershire
- Un contadino
- Di chi è la moglie
- La figlia della coppia di contadini
- Una dama
- Dipendente di un hotel
- Un impiegato
- Postino
- La fata delle bambole
- Sette figure meccaniche femminili
- Quattro figure meccaniche maschili

## Trama
Dopo aver aperto il sipario, si può vedere il commerciante di giocattoli e il produttore di bambole al lavoro. Attualmente sono in procinto di creare un altro esempio per la sua vasta collezione di vari tipi di bambole. Nel frattempo, il factotum dell'artista libera altre bambole dalla polvere in modo che sembrino più piacevoli alla vista. All'improvviso il postino entra nella stanza e va a sbattere contro una bambola. Questa inizia immediatamente a ballare. Dopo che il postino se ne è andato, una ragazza triste entra nel negozio con una bambola gravemente danneggiata. Il produttore di bambole assicura che il giocattolo risplenderà di nuovo e che la ragazza potrà tornare a sorridere. I prossimi visitatori sono un contadino rude con sua moglie e sua figlia. I tre si comportano in modo piuttosto goffo e fanno cadere una grossa bambola. Di conseguenza il maestro non rimane mai senza lavoro.
Il commerciante di bambole gode di un'ottima reputazione ben oltre il suo paese d'origine. Lo si può vedere anche dal fatto che persino l'inglese Lord Plumpstershire insieme a sua moglie e tre figli lo vogliano raggiungere. Il suo desiderio è avere una bambola che possa ballare. Il maestro vuole mostrare con orgoglio all'inglese una bambola che crede sia andata particolarmente bene. Tuttavia, con sua delusione, il giocattolo fallisce completamente. Ma comunque? Il negozio ha molte altre bambole da offrire, che ora vengono presentate una dopo l'altra: bambole in abiti di popoli molto diversi che eseguono danze dai loro "paesi d'origine" come Austria, Spagna, Cina e Giappone. La conclusione è la fata delle marionette che balla un valzer. La coppia inglese è felicissima e fa un ordine. Adesso è sera. Il produttore di bambole chiude il suo negozio e torna a casa.
Adesso inizia il vero divertissement nel negozio di bambole: tutte le bambole prendono vita. Eseguono balli acrobatici, scherzano, suonano e fanno musica. Al centro dell'azione, tuttavia, c'è la fata delle bambole, che è considerata da tutte le bambole come la loro regina e che è adorata.